# Archibald Graafland
Archibald Graafland (Paree, 11 juni 1912 – Den Haag, 4 oktober 1975) was een Nederlands voetballer die als middenvelder of aanvaller speelde.
Jonkheer Graafland kwam uit voor HBS. Hij maakte deel uit van de selectie voor het wereldkampioenschap voetbal 1934 maar kwam nooit in actie voor het Nederlands voetbalelftal.
Wim Anderiesen ·
Beb Bakhuijs ·
Jan van Diepenbeek ·
Archibald Graafland · 
Leo Halle ·
Puck van Heel  · 
Wim Lagendaal · 
Adri van Male · 
Gejus van der Meulen ·
Jaap Mol ·
Joop van Nellen ·
Toon Oprinsen · 
Henk Pellikaan · 
Sjef van Run ·
Arend Schoemaker ·
Kick Smit ·
Leen Vente ·
Mauk Weber ·  
Frank Wels · 
Coach: Bob Glendenning

Reserves in Nederland:  Kees Mijnders · Bas Paauwe · Manus Vrauwdeunt 